# Jozéf Popowski
Jozéf Popowski (* 4. Februar 1904 in Warschau; † 9. Juli 1961 in Wrocław) war ein polnischer Radrennfahrer.

## Sportliche Laufbahn
Popowski war Teilnehmer der Olympischen Sommerspiele 1928 in Amsterdam, wo er im olympischen Straßenrennen den 61. Platz belegte. Die polnische Mannschaft wurde 13. in der Mannschaftswertung.
1928 wurde er beim Sieg von Józef Stefański Dritter der nationalen Meisterschaft im Straßenrennen.